# Physocyclus rotundus
Physocyclus rotundus là một loài nhện trong họ Pholcidae. Loài này được phát hiện ở Guatemala.